# Orjachowo (obwód Chaskowo)
Orjachowo (bułg. Оряхово) – wieś w południowej Bułgarii, w obwodzie Chaskowo, w gminie Lubimec.
Miejscowość leży na południowych zboczach góry Sakar, nieopodal doliny rzeki Maricy. 40 km do granicy z Turcją, 30 km do granicy z Grecją oraz 13 km do miasta Lubimec.
W Orjachowo są prowadzone badania archeologiczne, w których znaleziono wiele śladów kultury Traków i Rzymian.